# Monepidosis digitata
Monepidosis digitata är en tvåvingeart som beskrevs av Spungis 2006. Monepidosis digitata ingår i släktet Monepidosis och familjen gallmyggor. Inga underarter finns listade i Catalogue of Life.